# راثسی، بیوت
راثسی (به انگلیسی: Rothesay) یک شهرک در اسکاتلند است که در آرگایل و بوت واقع شده‌است. راثسی ۴٬۸۵۰ نفر جمعیت دارد.